# 杨世荣 (1917年)
杨世荣（1917年—1987年），男，四川营山人，中华人民共和国军事人物，中国人民解放军少将，第五届全国人大代表。